# 2005年ポーランド大統領選挙
2005年ポーランド大統領選挙（2005ねん ポーランド だいとうりょうせんきょ）は、ポーランド共和国の元首である大統領を選挙するために2005年11月に行われた選挙である。

## 概要
1989年以降、3回行われた大統領選挙では、「連帯」系、旧共産党系の候補による争いが展開され、ワレサ候補（「連帯」）、クファシニェフスキ候補（SLD：民主左翼連合）が当選した。しかし、今回の選挙では、SLDのチモシェヴィチ下院議長が9月に立候補を辞退したことで、トゥスク候補（市民プラットフォーム）とカチンスキ候補（法と正義）の中道右派・右派政党の両候補による事実上の一騎討ちとなった。
トゥスク候補が自由主義経済擁護の姿勢を打ち出したのに対し、カチンスキ候補は、福祉重視と国家による経済への介入を重視する立場を採り、外交では、欧州連合（EU）、北大西洋条約機構（NATO）との関係強化、対米関係強化、対露関係修復では両者は一致していたが、カチンスキ候補がやや右派的な言動が目立った。

## 選挙データ
- 選挙権：18歳以上
- 被選挙権：35歳以上（尚、立候補に際しては、有権者10万人以上の署名を集める必要がある）
- 大統領の任期：5年（再任は1回のみ可能）
- 大統領選挙：2回投票制

第一回投票で過半数の得票を得た候補者がいない場合、上位2名による決選投票が行われ、最多得票を得た候補が当選
- 立候補者：12名
- 主要立候補者名と政党
  - レフ・カチンスキ（Lech Aleksander Kaczyński）・・・法と正義（PiS）右派

ワルシャワ市長。福祉重視の国家介入型経済政策を支持。欧州憲法条約には反対の立場。同性愛行為禁止などで保守層からの支持が強い。
- - ドナルド・トゥスク（Franciszek Donald Tusk）・・・市民プラットフォーム（PO）中道右派

PO党首、下院副議長。福祉より経済成長重視の経済政策を重視、欧州憲法条約には反対の立場を採る。
- - アンジェイ・レッペル（Andrzej Zbigniew Lepper）・・・自衛（Samoobrona RP）右派

「自衛」代表。カトリックの伝統重視、ポーランドの価値観を重視する「貧者の見方」を標榜。
- - マレク・ボロフスキ（Marek Stefan Borowski）・・・ポーランド社会民主主義（SDPL）中道左派

SDPL党首。SLDの最高幹部として、SLD政権時代に副首相兼蔵相や下院副議長を歴任。

## 選挙結果

### 第1回投票
- 投票日：11月9日
- 登録有権者数：30,260,207名
- 投票者数：15,046,350名（投票率49.74％）
- 有効投票数：14,946,689票

| 候補者名                                        | 得票数    | 得票率 | 党派                            |
| ----------------------------------------------- | --------- | ------ | ------------------------------- |
| ドナルド・トゥスク（Franciszek Donald Tusk）    | 5,429,666 | 36.33  | 市民プラットフォーム （PO）     |
| レフ・カチンスキ（Lech Aleksander Kaczyński）   | 4,947,927 | 33.10  | 法と正義 （PiS）                |
| アンジェイ・レッペル（Andrzej Zbigniew Lepper） | 2,259,094 | 15.11  | 「自衛」 （Samoobrona PR）      |
| マレク・ボロフスキ（Marek Stefan Borowski）     | 1,544,642 | 10.33  | ポーランド社会民主主義 （SDPL） |

### 決選投票
- 投票日：11月23日
- 登録有権者数：30,279,209名
- 投票者数：15,435,020名（投票率50.99％）
- 有効投票数：

| 候補者名                                      | 得票数     | 得票率 | 党派                        |
| --------------------------------------------- | ---------- | ------ | --------------------------- |
| レフ・カチンスキ（Lech Aleksander Kaczyński） | 8,257,468  | 54.04  | 法と正義 （PiS）            |
| ドナルド・トゥスク（Franciszek Donald Tusk）  | 7,022,319  | 45.96  | 市民プラットフォーム （PO） |
| 合計                                          | 15,279,787 | 100.00 |                             |